# Sender Limeux 1
Der Sender Limeux 1 gehört dem französischen Telekommunikationsunternehmen TDF und befindet sich etwa 10 km südlich von Abbeville auf dem Gemeindegebiet von Limeux. Er wurde in den 1960er Jahren in Betrieb genommen und dient der Rundfunkübertragung. Mit 203 Metern Höhe ist der Sendemast das höchste Bauwerk im französischen Département Somme.
Seit 2016 befindet sich östlich des Sendemastes in geringer Entfernung ein zweiter Sendemast (Sender Limeux 2).

## Analoger Rundfunk
| UKW-Hörfunk          | UKW-Hörfunk | UKW-Hörfunk |
| Name des Radio       | Frequenz    | Leistung    |
| -------------------- | ----------- | ----------- |
| France Musique       | 89,8 MHz    | 2,5 kW      |
| France Inter         | 93,1 MHz    | 2,5 kW      |
| France Culture       | 97,4 MHz    | 2,5 kW      |
| France Bleu Picardie | 100,6 MHz   | 5 kW        |

| Analoge TV SECAM mit NICAM Unterträger | Analoge TV SECAM mit NICAM Unterträger | Analoge TV SECAM mit NICAM Unterträger | Analoge TV SECAM mit NICAM Unterträger                                                               |
| Channel Name                           | UHF Channel                            | Leistung                               | Bemerkungen                                                                                          |
| -------------------------------------- | -------------------------------------- | -------------------------------------- | --- |
| TF1                                    | 63H                                    | 380 kW                                 | |
| France 2                               | 57H                                    | 380 kW                                 | Kanal wird benutzt für DVB-T nach analoger Sendern Abschaltung.                                      |
| France 3 Picardie                      | 60H                                    | 380 kW                                 | |
| Canal+                                 | nicht gesendet                         | k. A.                                  | Diese Analoge Pay TV Sender war durch Bouvigny Sendermast empfangen. (Abschaltung am 14. April 2010) |
| France 5/Arte                          | 45H                                    | 80 kW                                  | |
| M6                                     | 42H                                    | 80 kW                                  | |

Am 2. Februar 2011 wurde die Fernsehübertragung am Sender Limeux 1 von analog auf digital umgestellt.

## Digitaler Rundfunk
Nach einer Übergangsphase werden folgende UHF-Kanäle ab dem 14. Mai 2019 vom Sender Limeux 1 und 2 übertragen:
| digital terrestrische Fernsehen Télévision numérique terrestre | digital terrestrische Fernsehen Télévision numérique terrestre | digital terrestrische Fernsehen Télévision numérique terrestre | digital terrestrische Fernsehen Télévision numérique terrestre | digital terrestrische Fernsehen Télévision numérique terrestre | digital terrestrische Fernsehen Télévision numérique terrestre |
| Name des Multiplex                                             | UHF Kanal                                                      | Nennleistung                                                   | Operator                                                       | Sende-Norm                                                     | Sendemast                                                      |
| -------------------------------------------------------------- | -------------------------------------------------------------- | -------------------------------------------------------------- | -------------------------------------------------------------- | -------------------------------------------------------------- | -------------------------------------------------------------- |
| Multiplex R1 (GR1)                                             | 35H                                                            | 80 kW                                                          | ITAS TIM (TDF)                                                 | DVB-T                                                          | 1                                                              |
| Multiplex R2 (NTN)                                             | 25H                                                            | 80 kW                                                          | Towercast (NRJ Tochtergesellschaft)                            | DVB-T                                                          | 1                                                              |
| Multiplex R3 (CNH)                                             | 22H                                                            | 80 kW                                                          | Towercast (NRJ Tochtergesellschaft)                            | DVB-T                                                          | 1                                                              |
| Multiplex R4 (Multi4)                                          | 45H                                                            | 80 kW                                                          | ITAS TIM (TDF)                                                 | DVB-T                                                          | 1                                                              |
| Multiplex R5 (GR5 - TNT HD)                                    | nicht mehr verfügbar                                           | 80 kW von 30. Oktober 2008                                     | OneCast (TF1 Tochtergesellschaft)                              | DVB-T                                                          |                                                                |
| Multiplex R6 (SMR6)                                            | 39H                                                            | 80 kW                                                          | ITAS TIM (TDF)                                                 | DVB-T                                                          | 2                                                              |
| Multiplex R7 (MHD7)                                            | 28H                                                            | 80 kW                                                          | Towercast (NRJ Tochtergesellschaft)                            | DVB-T                                                          | 1                                                              |